# نوسازی ارتش توسط رضاشاه
ایران در پایان دوران قاجاریه، ارتشی منظم، آموزش‌دیده و متمرکز نداشت. با وقوع کودتای سوم اسفند ۱۲۹۹، رضا‌‌خان ابتدا در مقام وزیر جنگ و بعدها در مقام نخست‌وزیر و سپس شاه، به نوسازی ارتش ایران پرداخت. ارتشی که با اشغال ایران توسط قوای متفقین در جنگ جهانی دوم عملاً فروپاشید.سپس قرادادی با انگلیس بسته شد  ۴۳ پادگان از سال ۱۳۰۰ تا ۱۳۰۲ ساخته و تحویل ارتش شد.

## تاریخچه
پیش از کودتای سوم اسفند ۱۲۹۹، کشور ایران دارای ارتش متمرکز و نظام یافته نبود. از جنگ‌های فتحعلیشاه با روسیه سال‌ها گذشته بود و تلاش‌های امیرکبیر در دارالفنون نیز در این راه به شکست انجامیده بود. شاهان اواخر دوره قاجار، معمولاً از ارتش‌های محلی خوانین، یا ارتش‌هایی که توسط خارجیان و با هزینه دولت ایران تشکیل شده بود، استفاده می‌کردند. نمونه این ارتش‌ها بریگاد قزاق (تحت امر و زیر نظر روسها و بعدها انگلیسها)، پلیس جنوب (تحت امر و زیر نظر انگلیسها) و ژاندارمری (زیر نظر افسران سوئدی و اتریشی) بودند. ارتشهای محلی فاقد تجهیزات یک دست و سنگین بوده و اغلب توسط سلاح‌های قدیمی سبک تجهیز شده بودند.

## علل نوسازی
سال‌های ۱۳۰۰ تا ۱۳۰۴، سال‌های مبارزهٔ قدرت میان سه گروه نامتجانس در کشور بود. نیروهای یاغی و آشوبگر، نیروهای حکومتی و نیروهای مشروطه خواه.
رضا خان که خود نظامی و عضو بریگاد قزاق بود و به اهمیت وجود یک تشکیلات نظامی قوی پی برده بود و از سوی دیگر، با ایرانی ناامن مواجه بود، دست به تشکیل ارتش واحدی زد و در اولین اقدام، فقط چند ماه پس از رسیدن به مقام وزارت جنگ در ۱۵ آذرماه ۱۳۰۰ فرمان شماره یک ارتش ایران (حکم شماره یک قشون) را صادر کرد. بر اساس این فرمان، ژاندارمری و لشکر قزاق در هم ادغام شدند. درست یک ماه بعد، و در ۱۵ دی‌ماه ۱۳۰۰، اعلام داشت که ارتش نوین ایران، با پنج لشکر سازماندهی شده‌است. ستاد فرماندهی این لشکرها در شهرهای تهران، تبریز، همدان، اصفهان و مشهد قرار داشت.

## استعداد نیروها
استعداد قشون و لشکرهای پنجگانه آنگونه که بعداً اعلام شد به این شرح بود:

۱- لشکر مرکز به فرماندهی سردار سپه رضاخان وزیر جنگ: ۸۹۶ صاحبمنصب، ۱۳٬۳۶۳ سرباز و ۳۹۹۶ رأس دواب

۲- لشکر شمال غرب به فرماندهی سرتیپ اسماعیل آقا (اسماعیل امیرفضلی) و ریاست ستاد سرهنگ محمدحسین فیروز: ۲۱۱ صاحبمنصب، ۳۷۹۹ سرباز و تعداد دواب ۱۰۴۵ رأس

۳- لشکر شرق به مرکزیت مشهد به فرماندهی میرپنج حسین آقا (حسین خزاعی) و ریاست ستاد سرهنگ محمدحسین میرزا (محمدحسین جهانبانی): ۱۳۷ صاحبمنصب، ۳۳۷۷ سرباز و ۱۱۱۹ رأس دواب

۴- لشکر جنوب به مرکزیت اصفهان تحت فرمان میرپنج محمودخان آیرم و ریاست ستاد نایب سرهنگ حیدرقلی (حیدرقلی پسیان): ۱۸۸ صاحبمنصب، ۲۷۲۱ سرباز و ۶۵۱ رأس دواب

۵- لشکر غرب به مرکزیت همدان تحت فرمان به فرماندهی میرپنج احمدآقا خان امیراحمدی و ریاست ارکان حرب نایب سرهنگ فرج‌الله آق‌اولی: ۵۵۱ صاحبمنصب، ۴۰۶۵ سرباز و ۱۱۵۱ رأس اسب

با این وجود ۵ سال بعد و در سال ۱۳۰۵، استعداد نیروهای ارتش ایران به زحمت به ۴۰ هزار نفر می‌رسید.

## آموزش
رضا خان، سامانه آموزش نظامی در مدارس نظام و دانشکده افسری را بر اساس پیاده‌نظام مدرن اروپایی تدوین کرد. در هجدهم خرداد ۱۳۰۱ از مجلس سیزده هزار تومان بودجه برای اعزام ۵۶ دانشجو و چهار افسر جهت تحصیلات نظامی (سی نفر برای دوره یکساله و سی نفر برای دوره دوساله) به فرانسه گرفت. اولین گروه از این افسران در خرداد ماه سال ۱۳۰۲ به دانشکده‌های افسری سن سیر (پیاده‌نظام)، سمور پاریس (سواره نظام)، ژیمناستیک ژوان ویل، مدرسه توپخانه پواتیه، مدرسه مهندسی ورسای و دیگر مدارس نظام فرانسه اعزام گردیدند. قشون کشی‌های داخلی و جنگ‌های نامنظم نیز به کسب تجربه بیشتر توسط نیروها کمک شایانی کرد.

## تجهیزات
طی سال ۱۳۰۱، رضا شاه مقدمات خرید تفنگ و مهمات سبک را از اروپا فراهم کرد. این سلاح‌ها از سال ۱۳۰۲ وارد ارتش ایران شدند. اولین سلاح‌های سنگین خریداری شده توسط رضا خان، چهار زره‌پوش رولز رویس بود که به دلیل نبود جاده‌های مناسب در کشور و قیمت بسیار زیاد، هیچگاه در جنگ از آن‌ها استفاده نشد و بیشتر در بحران‌های سیاسی و حکومت نظامی‌های پایتخت مورد استفاده نمایشی قرار گرفتند.

## نیروی هوایی
نقش بزرگ نیروی هوایی سلطنتی بریتانیا در سرکوب موفق قیام عشایری عراق در سال ۱۲۹۹، تأثیر زیادی بر مقامات ارتش ایران گذاشت. در همین راستا در میان سال‌های ۱۳۰۲ تا ۱۳۰۵، نخستین گام‌های لرزان برای تشکیل نیروی هوایی ارتش ایران برداشته شد. بدین ترتیب مجموع هواپیماهای ارتش ایران در سال ۱۳۰۵ به هفده فروند رسید.

## بودجه
ارتش نوین ایران در ابتدای تشکیل، بسیار پرهزینه (به نسبت درآمد آن‌روز کشور) بود. در ۲۱ بهمن ۱۳۰۰، مجلس شورای ملی، بودجه ۹ میلیون تومانی ارتش را بدون تغییر تصویب نمود. با ورود آرتور میلسپو آمریکایی به ایران، درآمد کشور اندکی متوازن شد و با صرفه جویی اقتصادی، بودجه ارتش نیز به تدریج افزایش یافت. طی سال‌های بعد، حدود ۴۰٪ از بودجه کشور صرف ارتش می‌شد.

## دیدگاه‌ها
نوسازی ارتش ایران و امنیت پدید آمده ناشی از آن، چنان بود که سرسخت‌ترین مخالفان رضا شاه نیز، از آن با شایستگی تقدیر نمودند. در این زمینه می‌توان به نطق‌های سید حسن مدرس، محمد مصدق و تقی‌زاده اشاره نمود.